# Gongrostylus
Gongrostylus, mali rod glavočika od dvije vrste iz podtribusa Ayapaninae, dio tribusa Eupatorieae .

## Opis
Rod Gongrostylus uključuje jednu penjačicu, epifitsku vrstu koja se proteže od Kostarike i Paname, gdje se pojavljuje duž atlantskih padina, južno duž pacifičkih padina u Kolumbiji i Ekvadoru. Sličan je Ayapanopsisu i Ayapani, ali se razlikuje po tome što ima vrlo upadljivo proširene vrhove stilovih dodataka, brojne čekinje papusa i smanjene prašničke dodatke.

## Vrste
1. Gongrostylus costaricensis (Kuntze) R.M.King & H.Rob.
2. Gongrostylus pipolyi H.Rob.; kolumbijski endem

## Sinonimi
Nema.